# (152320) Lichtenknecker
(152320) Lichtenknecker est un astéroïde de la ceinture principale.

## Description
(152320) Lichtenknecker est un astéroïde de la ceinture principale. Il fut découvert le 27 octobre 2005 à Ottmarsheim par Claudine Rinner. Il présente une orbite caractérisée par un demi-grand axe de 3,08 UA, une excentricité de 0,11 et une inclinaison de 2,7° par rapport à l'écliptique.